# ادبیات پایداری

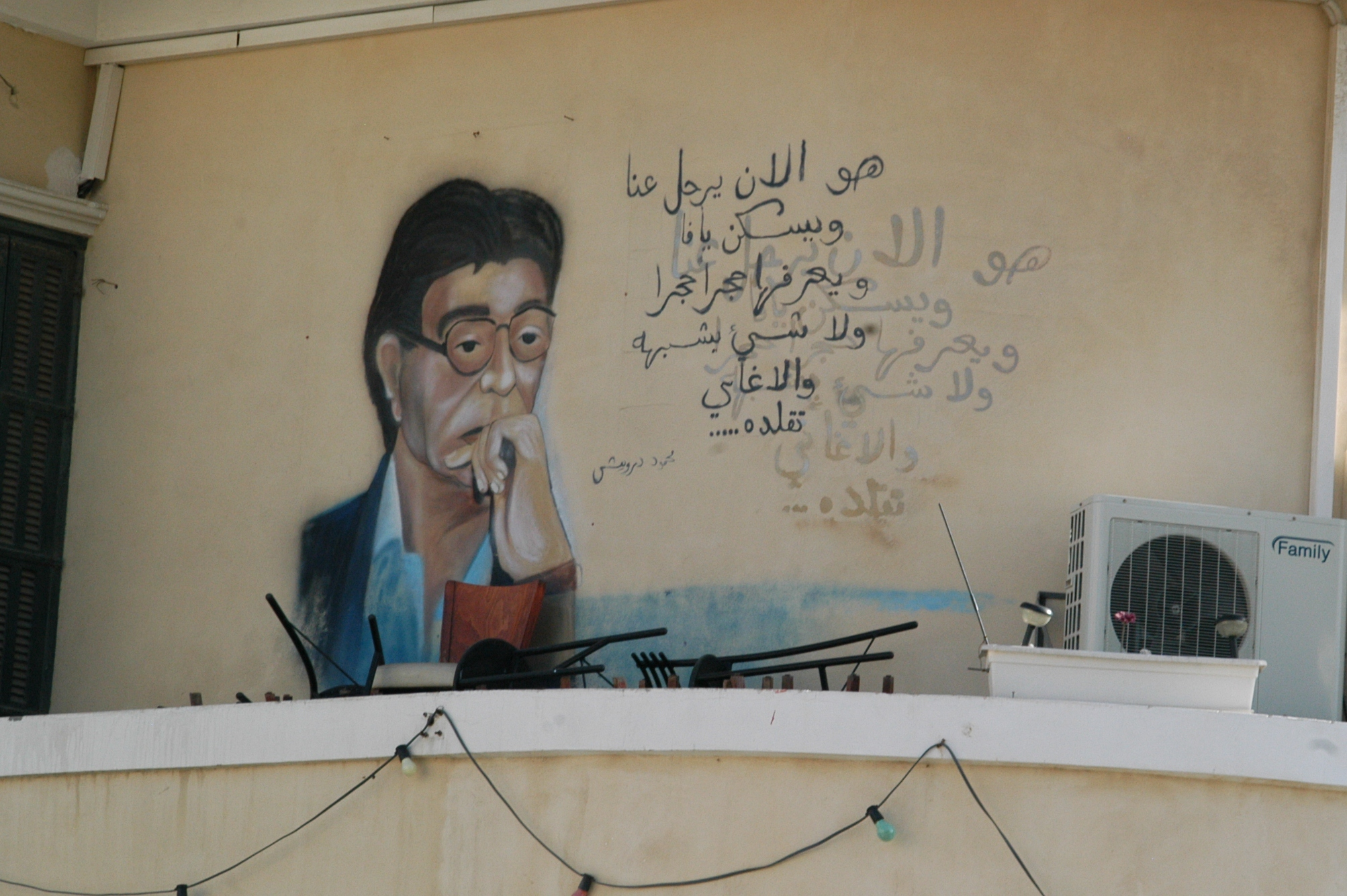
دیوارنگاری از محمود درویش در رابطه با فلسطین

ادبیات پایداری شاخه‌ای از ادبیات است که تحت تأثیر شرایطی مانند اختناق، استبداد داخلی، جنگ، اشغال نظامی و سرکوب آزادی‌های اجتماعی و… نوشته می‌شود به‌واسطه مضمون و درون‌مایه‌اش که ایستادگی در برابر جریان‌های ضد آزادی و مبارزه بر علیه ظلم است، شناخته می‌شود. بیان دردمندی قشرهای ضعیف اجتماع که قربانی نظام استبدادی شده‌اند، القای امید به ایستادگی برای رهایی، ارج نهادن به جان‌باختگان راه آزادی و نوید دادن پیروزی در آینده، از جمله مضمون‌های مشترک در آثاری است که در دستهٔ ادبیات پایداری طبقه‌بندی می‌شوند. دغدغهٔ اصلی نویسندگان این آثار، بی‌هویت شدن نسلی است که منفعت‌طلبی و رفاه، او را از توجه به رنج‌های مردم خود بازمی‌دارد. نویسندگان با دفاع از وطن و طرح نمادهای اسطوره ای برای بهتر شدن وضع کشور، تلاش می‌کنند. ادبیات پایداری، هم در قالب شعر و هم در قالب نثر ظهور و بروز می‌یابد.
این مقوله ادبی، به‌عنوان بخشی از مبارزات آزادی‌خواهانه و جنبش‌های مقاومت در آفریقا، آمریکای جنوبی و خاورمیانه ظهور یافت. در ادبیات پایداری بر اهمیت سیاسی ادبیات و نقش نویسنده یا هنرمند در شکل‌گیری و زنده نگه‌داشتن خاطرهٔ جنبش‌های سیاسی تأکید می‌شود.

## تفاوت ادبیات پایداری با ادبیات مقاومت
بر اساس فرهنگ نامه لغت مقاومت به معنای ایستادگی و پایداری به معنای مقاومت است، در واقع مقاومت واژه ای عربی است و در فرهنگ عرب استفاده می‌شود و واژه فارسی پایداری در ادبیات فارسی کاربرد مشابه آن را دارد.
محمدرضا سنگری نویسنده و پژوهشگر معاصر ادبیات آیینی ادعا می‌کند اصطلاح ادب المقاومه در دهه شصت در ایران کاربرد یافت و ادبیات پایداری، معادل فارسی آن نیز در این دوره به کار رفت. او معتقد است این عنوان نخستین بار در جریان مبارزات ضد استعماری مردم مغرب عربی به خصوص الجزایر رایج شد. سنگری اما اذعان دارد گرچه مفهوم پایداری در ابتدا معنایی کاملاً نزدیک و حتی مساوی با مقاومت داشت اما به تدریج با آن تفاوت‌هایی یافت.